# Nikon FM2/T
La Nikon FM2/T (dove 'T' vuole dire 'titanium', titanio), è la versione con calotta superiore e fondello in titanio della Nikon FM2, prodotta a partire dal 1993.
È identica alla FM2, solamente ha il corpo in titanio (ma l'otturatore è in alluminio) ed è nella tipica colorazione champagne.